# 兰乔圣玛格丽塔
兰乔圣玛格丽塔（Rancho Santa Margarita）又译兰乔圣塔玛格丽塔、圣玛格丽塔牧场、圣塔玛格丽塔牧场是美国加利福尼亚州橙县的一座城市，奥兰治县最年轻的城市之一，兰乔圣玛格丽塔是坐落于连绵起伏丘陵的总体规划社区。2010年人口普查的人口为47853人，高于2000年人口普查的47214人。
虽然它以位于圣迭戈县的兰乔圣玛格丽特·拉斯弗洛雷斯（Rancho Santa Margarita y Las Flores）命名，但这个城市的范围落在Rancho Mission Viejo的边界之内。市名长达22个字，是加利福尼亚州最长的城市名称。